# Lliga espanyola d'hoquei sobre patins masculina 2014-2015
La Lliga Espanyola d'hoquei patins masculina va començar el 21 de setembre i té previst acabar-se al maig.

## Ascensos i descensos
| Equip                 | Posició | Punts |
| --------------------- | ------- | ----- |
| CP Manlleu            | 1r      | 60    |
| CH Mataró Mis Ibérica | 2n      | 55    |
| EnrilePAS Alcoi       | 3r      | 50    |

| Equip                        | Posició | Punts |
| ---------------------------- | ------- | ----- |
| Lloret de Mar Vila Esportiva | 14è     | 29    |
| Sather Blanes                | 15è     | 23    |
| CP Vilanova                  | 16è     | 0     |

## Equips
1. FC Barcelona
2. HC Liceo
3. CP Vic
4. Reus Deportiu
5. Moritz CE Vendrell
6. CE Noia Freixenet
7. Monbus Igualada HC
8. Cafè Crem CP Calafell
9. Hockey Global.net CP Cerceda
10. CP Voltregà
11. CP Vilafranca Capital del Vi
12. CP Tordera
13. ICG Software Lleida Llista Blava
14. CP Manlleu
15. CH Mataró Mis Ibérica
16. PAS Alcoi

| Equips              | Patrocinador              | Altres Patrocinadors                                       | Fabricants de roba | Entrenador          | Capità             | President          |
| ------------------- | ------------------------- | ---------------------------------------------------------- | ------------------ | ------------------- | ------------------ | ------------------ |
| FC Barcelona        | Fundació FC Barcelona     | Reno, Serveko                                              | Nike               | Ricard Muñoz        | Aitor Egurrola     | J.M. Bartomeu      |
| HC Liceo            | Coinasa                   | Estrella Galicia 0,0, Cabreiroá, Abanca                    | Legea              | Carlos Gil          | Jordi Bargalló     | Eduardo Lamas      |
| CP Vic              | Assemblea.cat             | Catalunya Experience                                       | Lotto              | Ferran Pujalte      | Titi Roca          | Miquel Altimiras   |
| Reus Deportiu       | Cap                       | Gaudí Centre, Catalunya Experience                         | Joluvi             | Alejandro Dominguez | Roger Molina       | Gerard Aragonès    |
| CE Vendrell         | Aigua de Moritz           | Catalunya Experience                                       | Elements           | Pere Varias         | Lluís Ferrer       | Victor Romagosa    |
| CE Noia             | Freixenet                 | Plazas, Capital del Cava, Barovari, Catalunya Experience   | Elements           | Ferran López        | Jordi del Amor     | Jaume Esteve       |
| Igualada HC         | Monbus Hispano Igualadina | Reno, Buff, Catalunya Experience, Hotel America, Vitaldent | Tuga Wear          | Francesc Monclús    | Ton Baliu          | Manel Buron        |
| CP Calafell         | Cafè Crem                 | Calafell Tot l'any, Clyton                                 | Mercury            | Sergi Macià         | Sergi Romeu        | J.M. Guinovart     |
| CP Cerceda          | Estrella Galicia 0,0      | Deporte Galego, Hockey Global.net                          | Joma               | J.C. Copa           | Pablo Fernández B. | Isabel Bermudez    |
| CP Voltregà         | Cap                       | Fundació CPV                                               | Adidas             | Ricard Ares         | Juli Anguita       | Xavier Sala        |
| CP Vilafranca       | Capital del Vi            | Cap                                                        | Tuga Wear          | Jordi García        | Xavi Caldú         | Quim Vazquez       |
| CP Tordera          | Dani                      | Cap                                                        | Joma               | J.R. Benito         | Marc Serra         | Pere Vendrell      |
| Lleida Llista Blava | ICG Software              | Wala, Argal, San Miguel                                    | Replic             | Albert Folguera     | Carlos Trilla      | Enric Duch         |
| CP Manlleu          | Casa Mas                  | Font d'Or                                                  | Elements           | Lluís Nogué         | Lluís Teixdó       | Pere Barcons       |
| CH Mataró           | Mis Ibérica               | Cap                                                        | Mercury            | J.C. Vadillo        | Eric Florenza      | Josep Fontdegloria |
| PAS Alcoi           | Enrile                    | Unión Alcoyana Seguros                                     | Replic             | Diego Mir           | Pere Cañellas      | Andrés Hernández   |

## Plantilles
FC BARCELONA
- 1 AITOR EGURROLA
- 3 MARC GUAL
- 4 MATIAS PASCUAL
- 5 RAÜL MARÍN
- 7 PABLO ÁLVAREZ
- 8 MARC TORRA
- 9 SERGI PANADERO
- 10 SERGI FERNÁNDEZ
- 26 XAVI BARROSO
- 57 REINALDO GARCÍA

HC LICEO
- 1 XAVI MALIÁN
- 2 ADRIÁN CANDAMIO
- 3 JOSEP LAMAS
- 5 CÉSAR CARBALLEIRA
- 6 EDUARD LAMAS
- 7 ORIOL VIVES
- 8 PAU BARGALLÓ
- 9 JORDI BARGALLÓ
- 10 ÁLVARO SHEDHA
- 12 VALENTÍN GRIMALT
- 57 TONI PÉREZ

CP VIC
- 1 CARLES GRAU
- 2 MIA ORDEIG
- 3 ROGER PRESAS
- 4 FERRAN FONT
- 5 TITI ROCA
- 6 ROMÀ BANCELLS
- 7 JORDI BURGAYA
- 8 DAVID TORRES
- 9 CRISTIAN RODRÍGUEZ
- 10 MARTÍ SERRA

REUS DEPORTIU
- 3 MARC VÁZQUEZ
- 5 JOAN SALVAT
- 6 XAVI COSTA
- 8 JONATHAN PLATERO
- 9 JEPI SELVA
- 10 LUÍS EMILIO VELASCO
- 11 MARC OLLÉ
- 12 MARC PUJOL
- 23 MARC COY
- 89 ROGER MOLINA

CE VENDRELL
- 1 GUILLEM FOX
- 3 ALEIX CID
- 4 JORDI CREUS
- 5 LLUÍS FERRER
- 6 JORDI FERRER
- 14 ELOI ALBESA
- 55 SERGI MIRAS
- 77 XUS FERNÁNDEZ
- 87 DAVID MARTÍNEZ

CE NOIA
- 2 MARC PALAU
- 3 FRANCESC GIL
- 4 ALEIX ESTELLER
- 5 JORDI DEL AMOR
- 6 ARNAU XAUS
- 7 FRANCESC BARGALLÓ
- 8 ELOI ALBESA
- 9 BORJA FERRER
- 10 ÀLEX RIBÓ
- 24 LUÍS GIL

IGUALADA HC
- 1 ELAGI DEITG
- 2 ROGER BARS
- 3 CÉSAR VIVES
- 4 JOAN MUNTANÉ
- 5 JAUME MOLAS
- 6 ALBERT QUEROL
- 7 SERGI PLA
- 8 TON BALIU
- 9 NIL GARRETA
- 10 ÀLEX FERRER
- 11 MANEL DEL VALLE
- 18 DANI LÓPEZ
- 24 JASSEL OLLER

CP CALAFELL
- 1 XAVIER ANDREU
- 2 SERGI ROMEU
- 3 JORDI GABARRA
- 4 ORIOL PALAU
- 5 ORIOL VERGÉS
- 6 FERRAN ROSA
- 7 POL PÀMIES
- 8 GERARD VERGER
- 10 DAVID ARELLANO
- 11 POL GALBAS

CP CERCEDA
- 1 MARTÍN RODRÍGUEZ
- 2 PABLO FERNÁNDEZ G.
- 3 GONZALO PÉREZ
- 4 J.M. GRASAS
- 5 PABLO FERNÁNDEZ
- 6 JUAN FARIZA
- 7 MARTÍN PAYERO
- 8 PABLO FOGORES
- 9 JACOBO MANTIÑAN
- 10 GUILLERMO DOMÍNGUEZ

CP VOLTREGÀ
- 1 PAU FRANQUESA
- 2 ROGER FONT
- 3 JULI ANGUITA
- 4 ALBERT GRAU
- 5 ERIC VARGAS
- 7 ÀLEX RODRIGUEZ
- 8 XAVI ARMENGOL
- 9 DANI RODRIGUEZ
- 10 ROGER TORELLÓ
- 21 TIRSO GÓMEZ

CP VILAFRANCA
- 1 JOSEP MARIA MARTÍ
- 3 JORDI ESTEVA
- 4 MARC NAVARRO
- 5 XAVI CALDÚ
- 6 JORDI GALÁN
- 7 JOAN VÁZQUEZ
- 9 ENRIC MARTÍ
- 10 GERARD CAMPS
- 39 RUBÉN FERNÁNDEZ
- 77 ROGER ROCASALBAS

CP TORDERA
- 1 JORDI LÓPEZ
- 2 XAVI ALDRICH
- 3 CARLES TORNÉ
- 4 BERNABÉ GARCÍA
- 5 ADRIÀ MARTOS
- 6 MARC SERRA
- 7 JOAN CASTAÑÉ
- 8 JOSEP HERNÁNDEZ
- 9 MARÇAL CUENCA
- 22 GERARD PLA

LLEIDA LLISTA BLAVA
- 1 ALBERT POVEDANO
- 2 CARLOS TRILLA
- 4 JOAN CAÑELLAS
- 8 LLUÍS RODERO
- 9 ANDREU TOMÀS
- 10 LLUÍS TOMÀS
- 25 EMANUEL NECCHI
- 33 ROC LLISA
- 35 XAVI DIÉZ
- 87 DAVID BALLESTERO

CP MANLLEU
- 3 LLUÍS TEIXIDÓ
- 4 JAUME FARRÉS
- 6 ALEIX PRIMS
- 7 SANTI TEIXIDÓ
- 8 HUMBERTO MENDES
- 10 ADRIÀ HERNÁNDEZ
- 12 NIL RODRÍGUEZ
- 15 MARC JULIÀ
- 21 DAVID MARTÍ
- 99 JORDI GARCÍA

CH MATARÓ
- 2 ANIOL MANGAS
- 3 MARC POVEDANO
- 4 ORIOL PUJOL
- 6 ÈRIC FLORENZA
- 7 ÈRIC SERRA
- 8 MARTÍ CASAS
- 9 MARÇAL OLIANA
- 10 JORDI ESTEVE
- 12 NIL CASTELLVÍ
- 81 ADRIÁN ACEITUNO

PAS ALCOI
- 1 MARC GRAU
- 2 FERRAN FORMATJÉ
- 3 FRANCISCO RICO
- 4 JAUME ARCHÉ
- 5 PERE CAÑELLAS
- 6 DAVID AGUILAR
- 7 CÉSAR CANDANEDO
- 9 MARC FIGA
- 10 DAVID DOMÈNECH
- 11 VICENTE MARTÏ

## Classificació
| Equip                            | Pt. | GF  | GC  | DIF. |
| -------------------------------- | --- | --- | --- | ---- |
| FC Barcelona                     | 79  | 153 | 49  | +104 |
| Coinasa HC Liceo                 | 68  | 157 | 83  | +74  |
| CP Vic Assemblea.cat             | 53  | 109 | 74  | +35  |
| Moritz Vendrell                  | 50  | 114 | 110 | +4   |
| Reus Deportiu                    | 48  | 105 | 94  | +21  |
| Hockey Global Patín Club Cerceda | 47  | 111 | 112 | -1   |
| CP Voltregà                      | 38  | 90  | 81  | +9   |
| Enrile PAS Alcoi                 | 37  | 99  | 118 | -19  |
| Monbus Igualada HC               | 36  | 88  | 86  | +2   |
| CP Vilafranca Capital del Vi     | 35  | 93  | 104 | -11  |
| ICG Software Lleida Llista Blava | 31  | 104 | 113 | -9   |
| Cafè Crem Calafell               | 31  | 80  | 110 | -30  |
| CE Noia Freixenet                | 27  | 72  | 96  | -24  |
| CH Mataró Mis Ibérica            | 23  | 89  | 119 | -30  |
| CP Manlleu                       | 23  | 69  | 99  | -30  |
| CP Tordera                       | 8   | 70  | 155 | -85  |

| Color                                     | Llegenda |
| ----------------------------------------- | -------- |
|                                           |          |
| Campió i classificat per la Lliga Europea |          |
|                                           |          |
| Classificat per la Lliga Europea          |          |
|                                           |          |
| Classificat per la Copa CERS              |          |
|                                           |          |
| Descens a 1a Divisió                      |          |